# Abadia de Maredret
A Abadia de Maredret (também conhecida como l'Abbaye des saints Jean et Scolastique ) é um mosteiro de freiras beneditinas, localizado na orla de Maredret, uma vila muito pequena na zona rural montanhosa a sul de Charleroi e Namur.  A abadia foi inaugurada com a instalação de sete freiras em 1893, e a igreja da abadia foi construída entre 1898 e 1907. 
Maredret é afiliado à Congregação da Anunciação na Confederação Beneditina. 

## História
A fundação da abadia fazia parte do renascimento monástico mais amplo do século XIX. O projeto para estabelecer uma comunidade de freiras beneditinas em Maredret foi iniciado por Agnès de Hemptinne, membro de uma família local de aristocratas. A terra foi fornecida pela família Desclée e a primeira pedra foi colocada em 5 de agosto de 1891. O edifício foi concluído apenas em 1936, no entanto. O mosteiro compreende uma coleção compacta de edifícios de pedra em estilo neogótico, sob um telhado de ardósia tradicional, e situado em uma colina, com vista para Maredret e Molignée. 
A igreja da abadia, concluída em 1907, foi um dos projetos finais do elegante arquiteto de reavivamento gótico, baseado em Gante, do arquiteto Auguste Van Assche. O interior e as janelas foram descritos como notáveis. Edifícios posteriores foram obra de uma sucessão de arquitetos locais. O local de 15 hectares é cercado por um muro alto de pedra bruta, aprimorado com duas torres de estilo medieval. 

## Dependências
O local também incorporou várias dependências, localizadas dentro, mas próximas à parede externa. O "Clos Saint-Jean" (anteriormente conhecido como Villa Saint-Jean e o "Clos Saint-Pierre" anteriormente conhecido como "a casa do jardineiro" e mais tarde como a "casa da escola" foram ambos construídos em 1892, obra do arquiteto G. Soreil. O "Clos Saint-Pierre" foi ampliado em 1933 e se tornou, por muitos anos, um Centro de Visitantes.

Iluminação de livro produzida na abadia por Marie-Louise Lemaire

No lado sul do local, no sopé da colina, a "Capela de Nossa Senhora da Graça" ( "Notre-Dame de Grâce" ) abriga uma cópia da imagem de "Nossa Senhora da Graça": o original, em Berzée nas proximidades, é venerado por seus poderes milagrosos desde 1909. A construção da capela em Maredret, usando pedras extraídas localmente em Denée, foi obra do arquiteto-empreiteiro Lambotte.

## Hoje
A abadia tornou-se cada vez mais focada no artesanato.  As freiras têm experiência na arte do manuscrito iluminado, que pode ser aplicado a documentos que marcam estágios importantes na vida cristã individual: batismo, confirmação ou conversão religiosa, casamento e enterro. As imagens religiosas são uma parte importante da vida da abadia, juntamente com os produtos alimentares regionais artesanais. 